# Elizabeth Hendrickson
Elizabeth Hendrickson (* 3. Juli 1979 in New York City, New York) ist eine US-amerikanische Schauspielerin.

## Leben
Hendrickson wurde in New York geboren. Ihre Familie zog in ihrer Kindheit nach Northport, Long Island. Nach ihrer Schulzeit begann sie eine Ausbildung zur Schauspielerin. Hendrickson studierte Musiktheater an der Syracuse University. Danach kehrte sie nach New York zurück und studierte am Fordham College. Nach ihrer Schauspielausbildung war sie ab 2001 in verschiedenen Fernseh- und Filmrollen zu sehen. Besondere Bekanntheit erreichte sie in den Vereinigten Staaten in ihrer Fernsehrolle von Maggie Stone in All My Children.

## Filmografie (Auswahl)
- 2001: Law & Order: Special Victims Unit (Fernsehserie, Folge 2x10)
- 2002–2007: All My Children (Fernsehserie, 59 Folgen)
- 2005: Searching for Bobby D
- 2006: That Guy (Kurzfilm)
- 2006: Medium – Nichts bleibt verborgen (Medium, Fernsehserie, Folge 2x11)
- 2006: Cold Case – Kein Opfer ist je vergessen (Cold Case, Fernsehserie, Folge 3x13)
- 2006: CSI: Miami (Fernsehserie, Folge 5x09)
- 2006–2007: Criminal Minds (Fernsehserie, zwei Folgen)
- 2008–2009: Imaginary Bitches (Fernsehserie, 11 Folgen)
- seit 2008: Schatten der Leidenschaft (The Young and the Restless, Fernsehserie)
- 2010: ACME Hollywood Dream Role (Fernsehserie, eine Folge)
- 2010: ACME Saturday Night (Fernsehserie, Folge 2x15)
- 2012: The League (Fernsehserie, Folge 4x03)
- 2015: Navy CIS: New Orleans (NCIS: New Orleans, Fernsehserie, Folge 2x04)
- 2016: Casual (Fernsehserie, drei Folgen)
- 2018–2019: General Hospital (Fernsehserie, 69 Folgen)